# Сан-Лоренсо (департамент, Чако)
Департамент Сан-Лоренсо  (исп. Departamento de San Lorenzo) — департамент в Аргентине в составе провинции Чако.
Территория — 2135 км². Население — 14 702 человека. Плотность населения — 6,90 чел./км².
Административный центр — Вилья-Бертет.

## География
Департамент расположен в центральной части провинции Чако.
Департамент граничит:
- на севере — с департаментами Команданте-Фернандес, Китилипи
- на северо-востоке — с департаментом Вейнтисинко-де-Майо
- на востоке — с департаментом Тапенага
- на юге — с департаментом Майор-Луис-Хорхе-Фонтана
- на западе — с департаментом О’Хиггинс

## Административное деление
Департамент включает 2 муниципалитета:
- Вилья-Бертет
- Самуу

## Важнейшие населенные пункты[3]
| № | Населённый пункт | Населённый пункт (исп.) | Категория | Население чел. (2010) | На карте                        |
| - | ---------------- | ----------------------- | --------- | --------------------- | ------------------------------- |
| 1 | Вилья-Бертет     | Villa Berthet           | город     | 10 224                | 27°17′23″ ю. ш. 60°24′45″ з. д. |
| 2 | Самуу            | Samuhú                  | поселок   | 1 251                 | 27°31′14″ ю. ш. 60°23′31″ з. д. |